# Chris Stewart
Christopher 'Chris' Stewart (n. 1950) a fost bateristul original și unul dintre membrii fondatori ai trupei Genesis. În prezent este fermier și autor.